# I-War (jeu vidéo, 1997)
Pour les articles homonymes, voir I-War.
I-War (Independence War) est un jeu vidéo de combat spatial développé par Particle Systems et édité par Infogrames, sorti en 1997 sur Windows.
Il a pour suite Edge of Chaos: Independence War 2.

## Accueil
- GameSpot : 9,1/10[1]
- IGN : 8/10[2]
- Jeuxvideo.com : 15/20 (Special Edition: Defiance)[3]